# Andrei Andrejewitsch Mostowoi
Andrei Andrejewitsch Mostowoi (russisch Андрей Андреевич Мостовой; * 5. November 1997 in Omsk) ist ein russischer Fußballspieler.

## Karriere

### Verein
Mostowoi begann seine Karriere bei ZSKA Moskau. Im Januar 2012 wechselte er innerhalb der Stadt in die Jugend von Lokomotive Moskau. Im Januar 2016 schloss er sich dem Drittligisten FK Dolgoprudny. In Dolgoprudny kam er zu zehn Einsätzen in der Perwenstwo PFL.
Zur Saison 2016/17 wechselte er zum Zweitligisten FK Chimki. Im Juli 2016 debütierte er gegen den FK Tosno in der Perwenstwo FNL. Nach 82 Zweitligaeinsätzen für Chimki wechselte Mostowoi im Februar 2019 innerhalb der zweithöchsten Spielklasse zur zweiten Mannschaft von Zenit St. Petersburg. Mit Zenit-2 stieg er am Ende der Saison 2018/19 aus der zweiten Liga ab.
Zur Saison 2019/20 rückte er in den Kader der ersten Mannschaft von Zenit, kurz nach Saisonbeginn wurde er allerdings im Juli 2019 an den Ligakonkurrenten FK Sotschi verliehen. In Sotschi debütierte er im selben Monat gegen den FK Krasnodar in der Premjer-Liga. Bis zum Ende der Leihe kam er zu 25 Einsätzen in der höchsten russischen Spielklasse, in denen er sechs Tore erzielte.
Zur Saison 2020/21 kehrte er wieder nach St. Petersburg zurück.

### Nationalmannschaft
Mostowoi debütierte im Oktober 2020 in einem Testspiel gegen Schweden für die russische Nationalmannschaft.